# قلعه مدرسه ۱
بقایای قلعه مدرسه ۱ مربوط به دوره صفوی است و در شهرستان ایذه، بخش مرکزی، دهستان حومه شرقی، روستای قلعه مدرسه واقع شده و این اثر در تاریخ ۲۵ آبان ۱۳۸۷ با شمارهٔ ثبت ۲۳۷۷۷ به‌عنوان یکی از آثار ملی ایران به ثبت رسیده است.